# ایزوفلوران
ایزوفلوران (به انگلیسی: Isoflurane)
نام تجارتی: Forane
رده درمانی: بیهوش کنندهٔ عمومی استنشاقی
رده فارماکولوژیک: بیهوش‌کننده عمومی
اشکال دارویی: اینهالر (For Inhalation) یا بطری ۱۰۰ سی سی (bottles)

## مکانیسم اثر
مکانیسم اثر بیهوش کنندهٔ ایزوفلوران به خوبی مشخص نیست. امّا احتمالاً این دارو از طریق دخالت در اعمال فیزیولوژیک غشاء سلولهای عصبی مغز، اثرات خود را اعمال می‌کند. این مکانیزم در مورد هالوتان ذکر شده‌است.
- نکته از فارماکولوژی کاتزونگ: بیهوشی تحت تأثیر عوامل تعیین‌کنندهٔ سرعت القای آن (مثل: حلالیت دارو، فشار نسبی گاز استنشاقی، سرعت ونتیلاسیون، و میزان جریان خون ریوی) آغاز، و با توزیع مجدد دارو، از مغز به خون، و برداشت دارو توسط ریه‌ها، خاتمه پیدا می‌کند. هرچند که داروهای بیهوشی مثل هالوتان و متوکسی فلوران به میزان قابل توجهی توسط آنزیم‌های کبدی متابولیزه می‌شوند، ولی سرعت این متابولیسم اثری بر سرعت بازگشت از بیهوشی ندارد.

## موارد مصرف
- القاء و نگهداری بیهوشی عمومی

## طریقه مصرف
- جهت القاء و نگهداری بیهوشی عمومی:

دربالغین: به منظور القاء(Induction) بیهوشی عمومی، دارو با غلظت ۱/۵ تا ۳ درصد و به صورت استنشاقی تجویز می‌شود. دوز نگهدارنده غلظت‌های بین ۱ تا ۳/۵ درصد (برخی منابع: ۱ تا ۲/۵ درصد)، به صورت استنشاقی می‌باشد.

## موارد منع مصرف
- هیپرترمی بدخیم یا سابقه و زمینهٔ آن.

## موارد احتیاط
در موارد ذیل باید ایزوفلوران را، با احتیاط تجویز کرد:
- اختلال عملکرد کبد
- اختلال عملکرد کلیه
- میاستنی گراو
- فئوکروموسیتوم

## تداخلات دارویی
- مصرف همزمان ایزوفلوران با کاتکل آمینها یا سایر داروهای سمپاتومیمتیک خطر آریتمی بطنی شدید را افزایش می‌دهد.
- مصرف ایزوفلوران، احتمالاً اثرات داروهای ضد انعقاد خوراکی را افزایش می‌دهد.
- در صورت مصرف همزمان ایزوفلوران با داروهای کاهنده فشار خون، کلرپرومازین و دیورتیکها، ممکن است اثر کاهش فشار خون این داروها تشدید شود.
- مصرف همزمان ایزوفلوران با داروهای ضد میاستنی، اثر بلوک عصب-عضلانی این دارو را کاهش می‌دهد.
- مصرف ایزوفلوران با داروهای مضعف سیستم عصبی مرکزی، اثرات ضعف CNS این داروها را افزایش می‌دهد.
- مصرف همزمان ایزوفلوران با فنی توئین خطر مسمومیت کبدی ناشی از این دارو را افزایش می‌دهد.
- مصرف همزمان ایزوفلوران با سوکسینیل کولین، خطر بروز هیپرترمی بدخیم را افزایش می‌دهد.
- مصرف همزمان گزانتینها با ایزوفلوران، خطر بروز آریتمی قلبی را افزایش می‌دهد.

## عوارض جانبی
- در دستگاه اعصاب مرکزی: خواب آلودگی، کنفوزیون، اضطراب، هیجان، بی‌قراری، تشنج
- در قلب و عروق: تغییر در فشار خون، تاکی کاردی، دیس ریتمیهای قلب
- در پوست: کبود شدن پوست
- در دستگاه گوارش: استفراغ، تهوع، درد شکم، بی اشتهایی
- در دستگاه ادراری تناسلی: بی‌اختیاری
- در دستگاه تنفسی: اشکال در تنفس، اسپاسم برونشیولها.

نکته از فارماکولوژی کاتزونگ: ایزوفلوران می‌تواند باعث وازودیلاتاسیون محیطی شود.
نکته دیگر: عارضهٔ لرزش یکی از عوارض جانبی ایزوفلوران می‌باشد که در صورت تداوم یا مزاحمت نیاز به توجه پزشکی دارد.